# Noms dels grecs

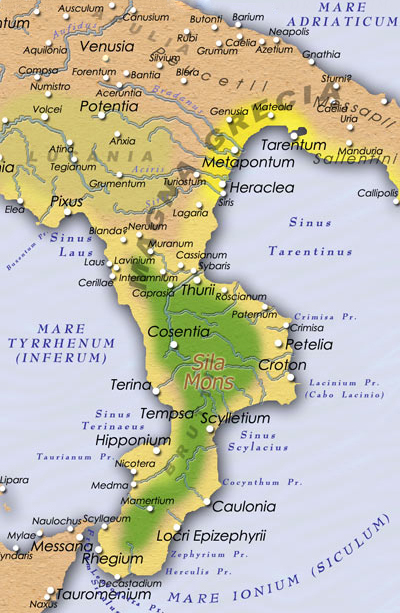
Magna Grècia cap al 280 aC. El nom «grec» possiblement arribà a Occident a través del contacte amb colons doris de Grea.

Avui en dia, els grecs s'autoanomenen «hel·lens» (grec: Έλληνες / llatí: Hellênes). Tanmateix, han tingut molts noms al llarg de la història. Els soldats que caigueren a les Termòpiles eren hel·lens, però en l'Imperi Romà de l'època de Crist el terme «hel·lens» havia canviat de significat i es referia a les persones no jueves, és a dir, els politeistes.
A l'antiguitat tardana, els grecs es consideraven romei, és a dir, romans, mentre que «hel·lens» continuava referint-se als politeistes, en aquest cas, els pagans no cristians. A l'edat mitjana, els occidentals anomenaven «grecs» tots els cristians no catòlics, mentre que els àrabs, perses i turcs s'hi referien com a Rûm ('romans'). El terme Yunan, en canvi, es reservava per als hel·lenòfons, mentre que els cristians catòlics de llengua llatina eren coneguts com a Franghi ('francs'). A Geòrgia es fa servir el nom ბერძენი (berdzeni), que deriva de la paraula ბერძ ('savi') i té les seves arrels en la filosofia grega.
Cada període històric s'associava amb un nom diferent, que podia ser completament nou, recuperat del passat, basat en la tradició o manllevat d'una llengua estrangera. Cadascun d'aquests noms fou important en el seu temps i tots es poden utilitzar de manera intercanviable.

## Noms de Grècia
En la majoria de llengües europees i les altres llengües que han manllevat algun dels termes següents, el nom de Grècia conté l'arrel -gr. L'arrel d'aquestes paraules és el mot llatí Graecus, que els romans utilitzaven per referir-se als grecs.
| Anglès: Greece             | Islandès: Grikkland   | Còrnic: Pow Grek            |
| Francès: Grèce             | Finès: Kreikka        | Gal·lès: Groeg              |
| Italià: Grecia             | Albanès: Greqia       |                             |
| Alemany: Griechenland      | Romanès: Grecia       | Irlandès: An Ghréig         |
| Castellà: Grecia           | Català: Grècia        | Rus: Греция (Grétsia)       |
| Portuguès: Grécia          | Hongarès: Görögország | Serbi: Грчка (Grtxka)       |
| Neerlandès: Griekenland    | Eslovac: Grécko       | Txec: Řecko                 |
| Polonès: Grecja            | Eslovè: Grčija        | Búlgar: Гърция (Gàrtsia)    |
| Danès: Grækenland          | Letó: Grieķija        | Japonès: ギリシャ (Girisha) |
| Suec: Grekland             | Lituà: Graikija       | Ucraïnès: Греція (Grètsia)  |
| Frisó occidental: Grikelân | Afrikaans: Griekeland | Estonià: Kreeka             |
| Maltès: Greċja             | Feroès: Grikkaland    | Lapó: Greika                |